# Плуг (літературна організація)
Плуг — спілка селянських письменників в Україні. З 1931 року — Спілка пролетарсько-колгоспних письменників. Ліквідована після постанови ЦК ВКП(б) від 23 квітня 1932 року.

## Учасники
Ініціатор створення і єдиний голова «Плугу» — Сергій Пилипенко, його активні члени — Андрій Головко, Андрій Панів, Іван Сенченко, Григорій Епік, Іван Кириленко, Олександр Копиленко, Докія Гуменна, Петро Панч, Іван Шевченко, Володимир Ґжицький, Павло Усенко, Антін Шабленко, Федір Кириченко, Василь Мисик, Анатоль Костенко, Віталій Ніжанковський та інші.

## Діяльність
З квітня 1922 р. плужани ухвалили «Платформу ідеологічну і художню», де наголошували, що завдання «Плугу» — «…боротьба із власницькою міщанською ідеологією серед селянства й виховання як своїх членів, так і широких селянських мас у дусі пролетарської революції, залучення їх до активної творчості в цьому напрямку».
Члени «Плуга» висвітлювали життя українського села, суттєво доповнюючи таким чином однобічно-індустріальну і часом наївно-«пролетарську» орієнтацію інших літорганізацій, допомагаючи знайти своє місце в літературі обдарованій селянській молоді.
З іншого боку, плужани намагались обмежити й регламентувати «революційним просвітництвом» підхід письменника до тлумачення та обробки матеріалу, свідомо надавали творам максимальної простоти й доступності форми, брали курс на масовість літератури.